# Warziges Knorpelkraut
Das Warzige Knorpelkraut (Polycnemum verrucosum) ist eine Pflanzenart in der Familie der Fuchsschwanzgewächse (Amaranthaceae). Es ist in Europa verbreitet.

## Beschreibung
Das Warzige Knorpelkraut wächst als einjährige krautige Pflanze und erreicht Wuchshöhen von nur 5 bis 15 cm. Es ist von der Basis an verzweigt mit zarten, niederliegenden Stängeln, die häufig purpurrot gefärbt sind. Die Äste in der Blütenregion sind meist geschlängelt hin und her gebogen. Junge Sprossachsen sind flaumig-warzig, später verkahlen sie. Die büschelig gehäuften Laubblätter sind bei einer Länge von 3 bis 8 (selten bis zu 12) mm pfriemlich nadelförmig und stachelspitzig. 
Die Blüten sitzen einzeln in der Achsel eines Tragblattes, welches zwei- (bis drei-) mal so lang wie die Blüten ist. Die beiden seitlichen, trockenhäutigen Vorblätter sind etwa ebenso lang wie die Blüten. Die unauffälligen Blüten sind zwittrig. Die Blütenhülle besteht aus fünf trockenhäutigen Tepalen, die nur 1,5 bis 1,7 mm lang sind. Die Blütezeit reicht von Juli bis Oktober.
Die Frucht bleibt von der Blütenhülle umschlossen. Der schwarze und deutlich gekörnte Same weist einen Durchmesser von 1 bis 1,5 mm auf. Der ringförmige Embryo umgibt das Nährgewebe.

### Photosyntheseweg
Wie alle Polycnemum-Arten ist das Warzige Knorpelkraut eine C3-Pflanze.

## Vorkommen und Gefährdung
Das Warzige Knorpelkraut ist in Europa verbreitet.
Es wächst in lückigen Felsrasen oder auf Felsköpfen, in Ackerunkrautfluren oder in Brachland in der submediterranen oder subkontinentalen Klimazone. Es ist in Mitteleuropa eine lokale Charakterart des Gageo-Veronicetum aus dem Sedo-Veronicion-Verband, kommt aber auch in Gesellschaften der Klasse Secalietea vor.
In Deutschland war das Warzige Knorpelkraut sehr selten und kam nur an wenigen Fundorten vor. Heute gilt es hier als ausgestorben (Rote Liste 0).

## Taxonomie
Die Erstbeschreibung von Polycnemum verrucosum erfolgte 1824 durch Adolf Ferenc Láng in Sylloge Plantarum Novarum, 1, S. 179.
Ein Synonym von Polycnemum verrucosum Láng ist Polycnemum arvense subsp. verrucosum (Láng) Aellen.